# OpenRaster
OpenRaster (Dateiendung *.ora) ist ein Dateiformat, welches zum Austausch von Rastergrafik (auch Pixelgrafik genannt) mit Ebenenunterstützung entwickelt wurde. OpenRaster ist das Standard-Format des digitalen Mal-Programms MyPaint.
OpenRaster ist noch in der Entwicklung befindlich und ist als offener Konkurrent zum psd-Format geplant. Es besteht aus einem gepackten Archiv aus Bilddateien der Ebenen, sowie beschreibenden Teilen (z. B. der Beschreibung des Ebenenstapels in XML) und Vorschaubildern.

## Geschichte
OpenRaster wurde 2006 auf dem „Libre Graphics Meeting“ in Lyon erdacht. Dort trafen sich Entwickler freier Grafiksoftware und besprachen erstmals dieses freie Format in Anlehnung an das OpenDocument-Format. Mit der Version 0.7.0 adaptierten die Programmierer von MyPaint das neue Format 2009 als Standardformat für die Speicherung der Bilder.

## Software die OpenRaster unterstützt
- GIMP
- Krita
- MyPaint (Standardformat)
- Pinta